# ステファンGP
ステファンGP（STEFAN GRAND PRIX）は、セルビア国籍のレーシングチーム。2010年代にF1世界選手権参戦を計画したが実現しなかった。

## 概要
母体企業はセルビアを拠点に航空宇宙・軍事分野のハイテクエンジニアリングを行うAMCO。それまでに具体的なレース活動の実体は無く、フォーミュラ・フォードやスポーツプロトタイプのギアボックスなどの生産歴はあった。同社CEOのゾラン・ステファノヴィッチがチームオーナーを務める。
なお、後述のF1エントリー過程で、AMCOの企業プロフィールに虚偽内容があると報道された。同社はドイツ空軍の無人機の開発を行い、欧州宇宙機関 (ESA) の人工衛星打ち上げロケットアリアン5にも技術供与したと説明していたが、新聞報道ではこれらの実績はなかったとされる。この記事に関して、AMCOとステファンGPは事実無根かつ憶測と誤訳によるものと反論した。
2011年以降、ステファンGPの活動に関する情報は途絶えており、チームの公式サイトも閉鎖された。F1参戦が実現していれば、東欧圏初のF1チームとなるはずだった。

## 2010年参戦計画

### トヨタとの提携
2009年シーズン終了後にトヨタがF1撤退を表明。先行き不透明になったTMGファクトリーの引き受け先としてステファンGPの名が浮上した。国際自動車連盟（FIA）は2010年よりザウバーのエントリーを認めており、コンコルド協定に定められた13チーム・26台の出走枠が既に埋まっている状況であったため、同チームの参戦が実現する可能性は低かった。
しかしオーナーのステファノヴィッチは、ザウバーのエントリー決定後もTMGを訪れ首脳陣との会談を行い、TMGが既に開発を進めていた2010年用マシンTF110のデザイン等に関する権利を譲り受け、2010年より参戦を開始するとの姿勢をアピールした。2010年1月29日にはTMGとの間での技術提携に基本合意したと発表した。当面チームはドイツ・ケルンの旧TMGの施設を本拠地とするが、2010年中にセルビア国内に拠点を設ける予定であると語った。
2010年に新規参戦予定の4チーム（ロータス・レーシング(後のケータハム)、カンポス・グランプリ(後のHRT F1)、ヴァージン(後のマルシャ、マノー)、US F1）の幾つかは財政的に存続が危ぶまれていた。ステファンGPが準備を推進した背景には、シーズン開幕までに脱落者が出て、エントリー枠が空くであろうという思惑があった。
マシンについては、2009年12月29日に自社製マシンの「S-01」がFIAのクラッシュテストを通過したと発表した。搭載するエンジンは「Stefan RG-01」と発表され、チームからのリリースでも「TMGから供給を受ける」と明記した。
ドライバーについては、ウィリアムズのシートを失った中嶋一貴の起用を明言していたほか、元チャンピオンのジャック・ヴィルヌーヴとも契約交渉を進めていることを明らかにし、シート合わせも行っていた。
チームはS-01を用いたテストを行う計画を明らかにしたが、正式エントリーを認められていないことから、F1のタイヤ供給を担当するブリヂストンがタイヤ供給に難色を示し、結局は公式なテストは実現しなかった。
2010年2月2日には開幕戦が行われるバーレーン・インターナショナル・サーキットに資材を送り込むとに公表し、2月28日に同サーキットに機材、コンテナ等の全てのレース用資材が到着したと発表した。

### US F1との交渉
しかし、正式な参戦権が未だに与えられていなかったため、2月中旬頃より他チームとの合併による参戦権獲得を画策し始める。その結果、開幕から4戦の欠場許可を申請するほど資金難が深刻化していたUS F1が交渉ターゲットに浮上した。この背景にはFIA側のUS F1に対する解決策が模索されていた事もあった。合併交渉の協力者として、US F1側の投資家でもあるYouTube創設者チャド・ハーリーの協力下によって交渉が行われたが、結局はこの交渉は2月25日に決裂した。
その後もUS F1チームの参戦が危ぶまれていたため、同チームが自主的ないし強制的に参戦取り消しになることを想定し、US F1が所持していた参戦権がステファンGP側に何らかの形で譲渡されることを期待した。しかし、3月3日に発表された最終エントリーリストにステファンGPの名はなく、2010年参戦の夢はかなわなかった。FIAの公表見解では「USF1チームは、2010年FIA F1 世界選手権に参戦できる立場にないことを示した。FIAは様々な選択肢を検討し、このような遅い段階で代替チームをチャンピオンシップに参戦させることはできないことを認める」とし、US F1からの参戦権返還からステファンGPの参戦申請承諾までのプロセスがあまりにも短すぎて実質不可能であると説明した。参戦計画の為に支援を行っていたトヨタとの提携も正式に終了した。
その後も、ステファンGPは参戦計画を諦めず、参戦権ごとUS F1を買収することに合意したと伝えられた。しかし、FIAはUS F1の参戦権自体が無効化されたとの見解を示した。4月にはUS F1が事実上活動停止し、この計画も消滅した。

## 2011年参戦計画
チームは2010年のエントリーが不調に終わってからも活動を継続し、2011年シーズンからの参戦を目指すと発表した。その際、ベオグラードから25kmにある都市に「ステファンテクノロジーパーク（Stefan Technology Park）」というチーム本部とF1などの国際レースを行えるサーキットの建設計画を発表した。サーキットは1周3538.57mの右回りで、16のコーナーと5つのストレートで構成され、ホームストレートは807.21mとしている。
同チームはF1レギュレーションに定められたテスト規制の対象とならず、シーズン中も自由にテストを行えるため、メディアではF1への参戦を希望する若手ドライバーにテストの機会を与えることで運営資金を獲得すると以前から報じていたが、この場合には先述のようなタイヤ供給問題が残る。
2010年参戦がならなかった理由のひとつとして、2007年の機密漏洩スキャンダル（スパイゲート）でマクラーレンから解雇されたマイク・コフランを雇用していたことも挙げられた。2011年向け計画発表とともに再開された公式HPのチーム紹介写真では、コフランの姿が消されており、後にコフランのウィリアムズ加入が発表された。
チームは2011年の新規参戦枠にエントリーしたが、8月に申請を取り下げた。FIAがエントリー決定を7月から9月に先送りしたため、来季に向けての開発期間がとれなくなったことを理由としている。その後、HRTの買収を目指す企業グループにステファノヴィッチが関与するとも噂された。

## その後の参戦計画
2014年、ステファノヴィッチは翌2015年からの新規参入を目論むも、エンジン契約を確保できなかったため断念し、資金難に陥っていたマルシャF1チームの買収も進展しなかった。
2017年7月、イタリアのパルマに拠点を置き、2019年から参戦する計画を明らかにした。かつてウィリアムズやフェラーリで空力エンジニアを務めていたエンリケ・スカラブローニを起用し、風洞施設の使用にも合意していたが、翌2018年8月にF1のモータースポーツディレクターを務めるロス・ブラウンは「来年もチーム数は同じ(新規参入チームはない)」と語り、計画は実現しなかった。